# Monodactylus sebae
Monodactylus sebae là danh pháp khoa học của một loài cá trong họ Monodactylidae.
Loài này có nguồn gốc từ cửa sống và rừng ngập mặn của vùng biển Tây Phi. Chúng còn có tên gọi khác là Chim dơi sọc, Chim sọc đen.

## Đặc điểm
Chúng có bốn sọc đen trên cơ thể, một sọc qua mắt, một sọc qua mang, một sọc xuyên từ vây lưng tới vây bụng, một sọc ở khấu đuôi. trưởng thành có kích thước khá lớn (từ 5 tới 7 cm) nên đòi hỏi một bể cá có thể tích tương đối để cá sinh trưởng và phát triển nếu sống trong điều kiện nuôi nhốt. Cá Chim Đen còn nhỏ có thể sống trong môi trường nước ngọt, khi cá lớn cần tăng dần độ mặn của nước. Chúng ưa thích một bể cá có nền cát và sỏi, các loại cây thủy sinh trong môi trường nước lợ. Chúng ăn khá nhiều thực vật, chúng là loài ăn tạp, chúng sẽ ăn hầu hết các loại thức ăn đưa vào bể cá.